# Brometo de tálio(I)
Brometo de tálio (I) é o composto de fórmula química TlBr.

## Referência
1. Livro:Haynes, William M., ed. (2011). CRC Handbook of Chemistry and Physics (92nd ed.). Boca Raton, FL: CRC Press. ISBN 1439855110. 

Esta categoria reúne artigos sobre  Tálio.